# Мігель Ортіс-Каньявате
Мігель Ортіс-Каньявате (19 лютого 1991) — іспанський плавець.
Учасник Олімпійських Ігор 2016 року.